# Цукерман, Солли
Соломон «Солли» Цукерман, барон Цукерман (англ. Solly Zuckerman, Baron Zuckerman; 1904—1993) — британский чиновник, зоолог и один из первых специалистов в области исследования операций, член Лондонского королевского общества. Более всего известен как советник союзников по стратегии бомбардировок в ходе Второй мировой войны. Также занимался вопросами нераспространения ядерного оружия и глобальной экономикой.

## Ранние годы и образование
Родился в Кейптауне, ЮАР 30 мая 1904 года, был вторым ребёнком и старшим сыном Мусы и Ребекки Цукерман, урожденной Гласер, детей еврейских иммигрантов.  Получил образование в Южно-Африканском колледже. После изучения медицины в Университете Кейптауна и позднее в Йельском университете, в 1926 году переехал в Лондон чтобы закончить обучение в Университете Колледже Клинической Медицины.  Начал карьеру в Зоологическом обществе Лондона в 1928 году, где работал в качестве научного анатомиста до 1932 года.  Преподавал в Оксфордском университете в 1934—1945 годах. В 1943 году был избран членом Лондонского королевского общества.

## Вторая мировая война
В ходе второй мировой войны Цукерман работал в нескольких научных проектах Британского правительства, включая измерение эффекта бомбардировок итальянского острова Пантеллерия в 1943 году (Опрерация Corkscrew). Ему дали почетное звание подполковника в управлении административных и специальных вопросов Королевских ВВС 13 мая 1943 года и повысили до почетного звания полковника 20 сентября 1943 года.
Предложение Цукермана, сделанное когда он был научным директором британского управления бомбовых исследований, и принятое маршалом Королевских ВВС Артуром Теддером и Верховным главнокомандующим американских войск генералом Дуайтом Эйзенхауэром в высадке войск в Нормандии, что союзники должны сконцентрироваться на разрушении контролируемой немцами французской транспортной системы путём стратегических бомбардировок железных дорог и сортировочных станций, который официально был назван «Транспортный план», известный также как «глупость Цукермана» (Zukerman's folly).  План предусматривал разрушение с воздуха железнодорожных узлов в оккупированной Франции накануне высадки союзников с тем чтобы затруднить немцам оперативную переброску войск. В результате действий британской и американской авиации железнодорожной сети во Франции был нанесен серьезный урон, что существенно затруднило переброску немецких подкреплений в район высадки союзников.

## Дальнейшая карьера
После войны Цукерман был посвящён в члены Ордена Бани в 1946 году. Он оставил Королевские ВВС 1 сентября 1946 года, и затем был профессором анатомии Бирмингемского Университета до 1968 года, главным научным советником министерства обороны с 1960 по 1966 год, главным научным советником Британского правительства с 1964 по 1971 год. Он также был членом Королевской комиссии, расследующей экологические загрязнения с 26 февраля 1970 года. Однако известно, что он назвал Стронга "экстремистом", утверждая, что деградация окружающей среды обратима.
Цукерман был против гонки ядерных вооружений. Это неприятие началось с его переживаний в ходе второй мировой войны.
Он преподавал в Университете Восточной Англии в 1969—1974 годах, где он был вовлечен в формирование школы экологических наук. Он был секретарем Зоологического общества Лондона в 1955—1977 годах и его президентом в 1977—1984 годах.
Достижения Цукермана включают пионерские исследования поведения приматов. Его также уважают за то, что сделал науку естественной частью правительственной политики западного мира. Его наиболее значимые публикации включают
- The Social Life of Monkeys and Apes, 1931
- Scientists and War, 1966
- From Apes to Warlords, первый том автобиографии
- Monkeys Men and Missiles, второй том автобиографии

Цукрман был посвящён в рыцари в 1956 году, повышен до командора Ордена Бани в 1964 году, получил Орден Заслуг 23 апреля 1968 года, и стал пожизненным пэром 5 апреля 1971 года, приняв титул лорд Цукерман, поселения Бернем в графстве Норфолк.
Участвовал в создании МИПСА.

## Семейная жизнь
Он встретил свою будущую жену, леди Джоан Руфус Исаакс, дочь второго маркиза Рединга в Оксфорде. Они поженились в 1939 году, у них родились сын Пол и дочь Стелла, которые умерли раньше своего отца в 1992 году. Леди Цукерман умерла в 2000 году.
Марта Гелхорн описывает Цукермана следующим образом, в письме написанном его жене Джоан в 1993 году, вскоре после смерти Цукермана:

Нет сомнения, он напрягал как муж, и даже как отец, но каким чудом он был сам. Неутомимый пытливый ум, энергичный в работе, многосторонность в интересах. С возрастом его тщеславие задевалось, т.к. он в действительности не знал своей истинной ценности и он должен был утешать себя именами всех великих людей, с которыми он встречался, в то время как он был более незаурядным и более остроумным чем каждый из них.